# Tawhied

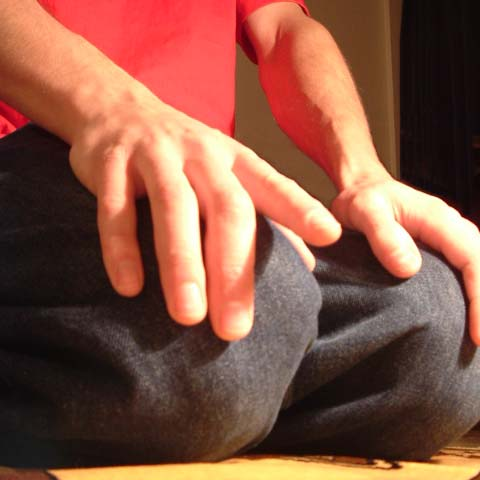
Het geloof in één God, gebaar tijdens de salat

Tawhied (of spellingsvarianten als Tawhid en Tawheed) (Arabisch: توحيد), betekent letterlijk 'één maken' en omvat de eerste helft van de sjahada. Het woord wordt binnen de islam gebruikt om de 'eenheid van God' en het monotheïsme mee aan te duiden. God is daarmee een: volkomen ondeelbaar, volledig uniek en volstrekt ondefinieerbaar. Het wordt doorgaans tot een van de zuilen van geloof gerekend.
Wanneer moslims 'Allahoe akbar' (letterlijk: God is de grootste) uitroepen, bedoelen ze niet dat God groter dan iets is, Hij is immers enig, maar dat Hij eenvoudigweg groots is, Hij staat buiten alle vergelijkingen. Het patroon van het woord is eveneens te vinden in ahad, gerelateerd aan alleenstaande.

## Tawhied binnen het soefisme
Verschillende stromingen binnen het soefisme geloven dat God alles is en dat er buiten Hem niets kan bestaan. Als God het enige is dat bestaat betekent dat de wereld een weerspiegeling van God is. Dit idee werd uitgewerkt door de belangrijke mystieke filosoof Ibn Arabi, die het begrip 'waḥdat al-wujūd' centraal stelde: eenheid van bestaan. Hoewel breed geaccepteerd binnen het soefisme, riep het zowel in legalistische kringen als in conservatief-mystieke kringen ook sterke kritiek op, waardoor binnen het soefisme ook rivaliserende ideeën ontstonden, de prominentste waarvan de 'waḥdat al-shuhūd': eenheid van bewustzijn. Ten slotte kwam de Indiase  islamhervormer Shah Waliullah Dehlawi begin 18e eeuw met een synthese tussen beide ideeën.

## Tawhied binnen het salafisme
Ook binnen de puriteinse soennitische stromingen salafisme en wahabisme neemt tawhied een belangrijke plaats in, hoewel de interpretatie zeer afwijkend is van de mystieke. Volgelingen van deze stromingen geloven dat het gehele leven ingericht is door God en dat de mensen zich aan de door God geopenbaarde wetten moeten houden.
Tawhied heeft binnen het salafisme drie aspecten:
- Tawhied ar-Roeboebiyya is de overtuiging dat het universum door God geschapen is en in stand gehouden wordt.
- Tawhied al-Asma was-Sifat betekent "eenheid van de schone namen en eigenschappen van God". Deze dienen nergens mee vergeleken te worden. Het is de overtuiging dat God nergens op lijkt en dat er ook niets is dat op God lijkt.
- Tawhied al-'oeloehiyyah betekent "God één verklaren door onze dienst aan Hem". Deze 'diensten' kunnen gebed, opoffering, beloftes en liefde inhouden.

## Tawhied binnen het islamisme
Islamistische politieke partijen houden eveneens vast aan het principe van tawhied. Zij willen zeggen dat ook de politieke keuzes vanuit de islam gemaakt moeten worden. Hierbij zijn zij een voorstander van invoering van (een van de versies van) de sharia.
In Nederland is onder andere Mohammed Bouyeri, de moordenaar van Theo van Gogh, een aanhanger van de politieke versie van dit ideaal. Hij heeft dan ook verklaard de Nederlandse rechtsstaat niet te accepteren, omdat hij alleen Allah's wetten accepteert. Samir Azzouz en de andere verdachten in de Piranhazaak noemden zichzelf wel de 'Leeuwen van Tawhied' (asadul tawheed).
De opgestoken wijsvinger wordt gebruikt door militanten van terreurgroep Islamitische Staat (IS). Het concept van tawhied staat centraal in de gewelddadige en compromisloze houding van IS tegenover zijn tegenstanders. IS-militanten bevestigen hun toewijding aan hun ideologie wanneer zij het teken vertonen.
In andere landen, zoals Egypte en Saoedi-Arabië, zijn er ook groepen moslims die de burgerlijke wet niet respecteren en een wetgeving volgens het principe van 'tawhied' als ideaal zien. Die groepen worden vervolgd en onderdrukt.
Echter moet er benadrukt worden dat deze vorm van aanhang door de islam zelf ten strengste wordt verboden. Het is niet toegestaan om te onderdrukken en geweld te gebruiken tegen burgers. De Tawhied op deze manier te verspreiden en te praktiseren wordt door de grote middenmoot van soenitische moslims als onjuist gezien.
Het tegenovergestelde van tawhied is sjirk, waarmee afgoderij en polytheïsme wordt bedoeld.